# Liga Nacional de Futsal 2022
Die Liga Nacional de Futsal 2022 war die 27. Spielzeit einer brasilianischen Futsalliga, der Liga Nacional de Futsal.

## Modus
Der Wettbewerb wurde in fünf Phasen ausgetragen, einer Vorrunde sowie Achtel-, Viertel-, Halb- und Finalspiele. In der ersten Runde traten alle Klubs in einer Gruppe einmal im Ligaverfahren gegeneinander an. Die besten 16 besten qualifizierten sich für das Achtelfinale ein.
Ab dem Achtelfinale folgte der Wettbewerb dem K.-o.-System mit Hin- und Rückspiel. Es kam der Klub weiter, welcher die Treffen mit mindestens einem Sieg für sich entscheiden konnte. Gewannen beide Mannschaften ein Spiel oder gingen beide Unentschieden aus, wurde die Entscheidung zunächst in der Verlängerung gesucht. Endete diese ohne Ergebnis kam die Mannschaft eine Runde weiter, welche in der ersten Runde das bessere Ergebnis auswies. Das Heimspielrecht im Hinspiel lag bei dem Klub, welcher in der ersten Runde schlechter platziert war.

## Teilnehmer
- CER Atlântico
- Associação Carlos Barbosa de Futsal
- Blumenau Futsal
- AD Brasil Futuro
- Cascavel Futsal Clube
- SC Corinthians
- Foz Cataratas Futsal
- ADC Intelli
- AD Jaraguá
- JEC Krona Futsal
- Associação Joaçaba EC
- Marechal Futsal
- Marreco Futsal
- Minas Tênis Clube
- Associação Campo Mourão Futsal
- Pato Futsal
- Praia Clube
- São José Futsal
- Taubaté Futsal
- AD Futsal Tubaronense
- AF Umuarama
- AE Venâncio Aires

## 1. Runde
| Pl. | Verein                         | Sp. | S  | U | N  | Tore    | Diff. | Punkte |
| --- | ------------------------------ | --- | -- | - | -- | ------- | ----- | ------ |
| 1.  | AD Brasil Futuro               | 21  | 15 | 3 | 3  | 071:290 | +42   | 48     |
| 2.  | JEC Krona Futsal               | 21  | 15 | 3 | 3  | 066:350 | +31   | 48     |
| 3.  | Carlos Barbosa                 | 21  | 14 | 4 | 3  | 057:270 | +30   | 46     |
| 4.  | Praia Clube                    | 21  | 14 | 1 | 6  | 061:380 | +23   | 43     |
| 5.  | Cascavel Futsal Clube (M)      | 21  | 13 | 3 | 5  | 055:300 | +25   | 42     |
| 6.  | AD Jaraguá                     | 21  | 10 | 5 | 6  | 051:410 | +10   | 35     |
| 7.  | São José Futsal                | 21  | 10 | 4 | 7  | 062:520 | +10   | 34     |
| 8.  | ADC Intelli                    | 21  | 10 | 4 | 7  | 048:410 | +7    | 34     |
| 9.  | CER Atlântico                  | 21  | 10 | 2 | 9  | 043:530 | −10   | 32     |
| 10. | SC Corinthians                 | 21  | 9  | 5 | 7  | 047:490 | −2    | 32     |
| 11. | Associação Joaçaba EC          | 21  | 9  | 3 | 9  | 047:500 | −3    | 30     |
| 12. | AE Venâncio Aires              | 21  | 9  | 2 | 10 | 063:730 | −10   | 29     |
| 13. | Pato Futsal                    | 21  | 7  | 6 | 8  | 044:500 | −6    | 27     |
| 14. | Marreco Futsal                 | 21  | 7  | 2 | 12 | 049:450 | +4    | 23     |
| 15. | Associação Campo Mourão Futsal | 21  | 7  | 2 | 12 | 046:570 | −11   | 23     |
| 16. | Minas Tênis Clube              | 21  | 5  | 8 | 8  | 043:480 | −5    | 23     |
| 17. | Foz Cataratas Futsal           | 21  | 6  | 4 | 11 | 043:540 | −11   | 22     |
| 18. | Marechal Futsal                | 21  | 6  | 4 | 11 | 041:640 | −23   | 22     |
| 19. | AF Umuarama                    | 21  | 5  | 6 | 10 | 052:630 | −11   | 21     |
| 20. | AD Futsal Tubaronense          | 21  | 5  | 5 | 11 | 032:450 | −13   | 20     |
| 21. | Taubaté Futsal                 | 21  | 3  | 2 | 16 | 045:790 | −34   | 11     |
| 22. | Blumenau Futsal                | 21  | 2  | 2 | 17 | 034:770 | −43   | 08     |

| Zum Saisonende 2021: |                       |
| (M)                  | Meister des Vorjahres |

## Finalrunde

### Turnierplan
|  | Achtelfinale | Achtelfinale   | Achtelfinale | Achtelfinale | Achtelfinale |  |  | Viertelfinale | Viertelfinale  | Viertelfinale | Viertelfinale | Viertelfinale |  |    | Halbfinale  | Halbfinale | Halbfinale | Halbfinale | Halbfinale |  |  | Finale | Finale | Finale | Finale | Finale |
|  |              |                |              |              |              |  |  |               |                |               |               |               |  |    |             |            |            |            |            |  |  |        |        |        |        |        |
|  | 1            | Brasil Futuro  | 3            | 0            | (0)          |  |  |               |                |               |               |               |  |    |             |            |            |            |            |  |  |        |        |        |        |        |
|  | 16           | Minas          | 0            | 3            | (1)          |  |  | 16            | Minas          | 4             | 2             | (1)           |  |    |             |            |            |            |            |  |  |        |        |        |        |        |
|  | 8            | Intelli        | 2            | 4            | (1)          |  |  | 9             | Atlântico      | 2             | 3             | (1)           |  |    |             |            |            |            |            |  |  |        |        |        |        |        |
|  | 9            | Atlântico      | 4            | 0            | (2)          |  |  |               |                |               |               |               |  | 9  | Atlântico   | 1          | 2          |            |            |  |  |        |        |        |        |        |
|  | 5            | Cascavel       | 2            | 3            | (0)          |  |  |               |                |               |               |               |  | 5  | Cascavel    | 0          | 2          |            |            |  |  |        |        |        |        |        |
|  | 12           | Venâncio       | 4            | 1            | (0)          |  |  | 5             | Cascavel       | 1             | 4             |               |  |    |             |            |            |            |            |  |  |        |        |        |        |        |
|  | 4            | Praia          | 0            | 1            |              |  |  | 13            | Pato           | 1             | 2             |               |  |    |             |            |            |            |            |  |  |        |        |        |        |        |
|  | 13           | Pato           | 3            | 4            |              |  |  |               |                |               |               |               |  | 9  | Atlântico   | 2          | 1          |            |            |  |  |        |        |        |        |        |
|  | 2            | JEC            | 1            | 3            | (0)          |  |  |               |                |               |               |               |  | 10 | Corinthians | 6          | 5          |            |            |  |  |        |        |        |        |        |
|  | 15           | Mourão         | 3            | 2            | (0)          |  |  | 2             | JEC            | 2             | 1             |               |  |    |             |            |            |            |            |  |  |        |        |        |        |        |
|  | 7            | São José       | 0            | 0            |              |  |  | 10            | Corinthians    | 4             | 1             |               |  |    |             |            |            |            |            |  |  |        |        |        |        |        |
|  | 10           | Corinthians    | 4            | 0            |              |  |  |               |                |               |               |               |  | 10 | Corinthians | 5          | 1          |            |            |  |  |        |        |        |        |        |
|  | 3            | Carlos Barbosa | 1            | 1            |              |  |  |               |                |               |               |               |  | 6  | AD Jaraguá  | 2          | 1          |            |            |  |  |        |        |        |        |        |
|  | 14           | Marreco        | 1            | 0            |              |  |  | 3             | Carlos Barbosa | 3             | 2             |               |  |    |             |            |            |            |            |  |  |        |        |        |        |        |
|  | 6            | AD Jaraguá     | 2            | 3            | (1)          |  |  | 6             | AD Jaraguá     | 4             | 2             |               |  |    |             |            |            |            |            |  |  |        |        |        |        |        |
|  | 11           | Joaçaba        | 3            | 2            | (0)          |  |  |               |                |               |               |               |  |    |             |            |            |            |            |  |  |        |        |        |        |        |

### Achtelfinale
| Datum   |                 | Ergebnis            |                 |
| ------- | --------------- | ------------------- | --------------- |
| 9.9.    | SC Corinthians  | 4:0 (0:0)           | São José Futsal |
| 23.9.   | São José Futsal | 0:0                 | SC Corinthians  |
| Gesamt: | São José Futsal | 1:4 Pkt. (0:4 Tore) | SC Corinthians  |

| Datum   |                   | Ergebnis            |                   |
| ------- | ----------------- | ------------------- | ----------------- |
| 9.9.    | Minas Tênis Clube | 0:3 (0:1)           | AD Brasil Futuro  |
| 25.9.   | AD Brasil Futuro  | 0:3 (0:1)           | Minas Tênis Clube |
| 25.9.   | AD Brasil Futuro  | 0:1 n. V.           | Minas Tênis Clube |
| Gesamt: | AD Brasil Futuro  | 3:6 Pkt. (3:4 Tore) | Minas Tênis Clube |

| Datum   |                  | Ergebnis            |                  |
| ------- | ---------------- | ------------------- | ---------------- |
| 9.9.    | Campo Mourão     | 3:1 (1:0)           | JEC Krona Futsal |
| 24.9.   | JEC Krona Futsal | 3:2 (1:1)           | Campo Mourão     |
| 24.9.   | JEC Krona Futsal | 0:0 n. V.           | Campo Mourão     |
| Gesamt: | JEC Krona Futsal | 4:4 Pkt. (4:5 Tore) | Campo Mourão     |

| Datum   |                       | Ergebnis            |                       |
| ------- | --------------------- | ------------------- | --------------------- |
| 11.9.   | AE Venâncio Aires     | 4:2 (0:1)           | Cascavel Futsal Clube |
| 18.9.   | Cascavel Futsal Clube | 3:1 (1:1)           | AE Venâncio Aires     |
| 18.9.   | Cascavel Futsal Clube | 1:0 n. V.           | AE Venâncio Aires     |
| Gesamt: | Cascavel Futsal Clube | 6:3 Pkt. (6:5 Tore) | AE Venâncio Aires     |

| Datum   |               | Ergebnis            |               |
| ------- | ------------- | ------------------- | ------------- |
| 11.9.   | CER Atlântico | 4:2 (0:0)           | ADC Intelli   |
| 26.9.   | ADC Intelli   | 4:0 (3:0)           | CER Atlântico |
| 26.9.   | ADC Intelli   | 1:2 n. V.           | CER Atlântico |
| Gesamt: | ADC Intelli   | 3:6 Pkt. (7:6 Tore) | CER Atlântico |

| Datum   |             | Ergebnis            |             |
| ------- | ----------- | ------------------- | ----------- |
| 11.9.   | Pato Futsal | 1:0 (0:0)           | Praia Clube |
| 27.9.   | Praia Clube | 3:4 (2:2)           | Pato Futsal |
| Gesamt: | Praia Clube | 0:6 Pkt. (3:5 Tore) | Pato Futsal |

| Datum   |                | Ergebnis            |                |
| ------- | -------------- | ------------------- | -------------- |
| 12.9.   | Marreco Futsal | 1:1 (0:1)           | Carlos Barbosa |
| 24.9.   | Carlos Barbosa | 1:0 (0:0)           | Marreco Futsal |
| Gesamt: | Carlos Barbosa | 4:1 Pkt. (2:1 Tore) | Marreco Futsal |

| Datum   |                       | Ergebnis            |                       |
| ------- | --------------------- | ------------------- | --------------------- |
| 14.9.   | Associação Joaçaba EC | 3:2 (2:1)           | AD Jaraguá            |
| 24.9.   | AD Jaraguá            | 3:2 (0:2)           | Associação Joaçaba EC |
| 24.9.   | AD Jaraguá            | 1:0 n. V.           | Associação Joaçaba EC |
| Gesamt: | AD Jaraguá            | 6:3 Pkt. (6:5 Tore) | Associação Joaçaba EC |

### Viertelfinale
| Datum   |                  | Ergebnis            |                  |
| ------- | ---------------- | ------------------- | ---------------- |
| 30.9.   | SC Corinthians   | 4:3 (0:0)           | JEC Krona Futsal |
| 15.9.   | JEC Krona Futsal | 1:1 (0:0)           | SC Corinthians   |
| Gesamt: | JEC Krona Futsal | 3:4 Pkt. (4:5 Tore) | SC Corinthians   |

| Datum   |                | Ergebnis            |                |
| ------- | -------------- | ------------------- | -------------- |
| 1.10.   | AD Jaraguá     | 4:3 (0:0)           | Carlos Barbosa |
| 15.10.  | Carlos Barbosa | 2:2 (0:0)           | AD Jaraguá     |
| Gesamt: | Carlos Barbosa | 3:4 Pkt. (5:6 Tore) | AD Jaraguá     |

| Datum   |                   | Ergebnis            |                   |
| ------- | ----------------- | ------------------- | ----------------- |
| 3.10.   | Minas Tênis Clube | 4:2 (2:1)           | CER Atlântico     |
| 16.10.  | CER Atlântico     | 3:2 (3:1)           | Minas Tênis Clube |
| 16.10.  | CER Atlântico     | 1:1 n. V.           | Minas Tênis Clube |
| Gesamt: | CER Atlântico     | 4:4 Pkt. (6:7 Tore) | Minas Tênis Clube |

| Datum   |                       | Ergebnis            |                       |
| ------- | --------------------- | ------------------- | --------------------- |
| 9.10.   | Pato Futsal           | 1:1 (0:0)           | Cascavel Futsal Clube |
| 17.10.  | Cascavel Futsal Clube | 4:2 (1:1)           | Pato Futsal           |
| Gesamt: | Cascavel Futsal Clube | 4:1 Pkt. (5:3 Tore) | Pato Futsal           |

### Halbfinale
| Datum   |                | Ergebnis            |                |
| ------- | -------------- | ------------------- | -------------- |
| 21.10.  | SC Corinthians | 5:2 (2:1)           | AD Jaraguá     |
| 28.10.  | AD Jaraguá     | 1:1 (0:1)           | SC Corinthians |
| Gesamt: | AD Jaraguá     | 1:4 Pkt. (3:6 Tore) | SC Corinthians |

| Datum   |                       | Ergebnis            |                       |
| ------- | --------------------- | ------------------- | --------------------- |
| 23.10.  | CER Atlântico         | 1:0 (1:0)           | Cascavel Futsal Clube |
| 31.10.  | Cascavel Futsal Clube | 2:2 (1:1)           | CER Atlântico         |
| Gesamt: | Cascavel Futsal Clube | 1:4 Pkt. (2:3 Tore) | CER Atlântico         |

### Finale
| Datum   |                | Ergebnis             |                |
| ------- | -------------- | -------------------- | -------------- |
| 6.11.   | SC Corinthians | 6:2 (2:1)            | CER Atlântico  |
| 13.11.  | CER Atlântico  | 1:5 (0:0)            | SC Corinthians |
| Gesamt: | CER Atlântico  | 0:6 Pkt. (3:11 Tore) | SC Corinthians |